# 垃圾衍生燃料

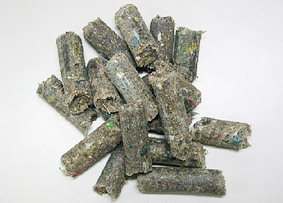
垃圾燃料颗粒

垃圾衍生燃料（RDF）是一种從各種廢棄物，如都市固体废物（MSW）、工业废料或商业废料製造的燃料。
世界企業永續發展委員會定义垃圾衍生燃料為：
“具有可回收熱值的精選廢棄物和副產品如果符合嚴格的規格要求，可用作水泥窯的燃料，替代部分傳統化石燃料（如煤）。有時它們只能在預處理後使用，為水泥工藝提供 「量身定制 」的燃料”。
（Selected waste and by-products with recoverable calorific value can be used as fuels in a cement kiln, replacing a portion of conventional fossil fuels, like coal, if they meet strict specifications. Sometimes they can only be used after pre-processing to provide ‘tailor-made’ fuels for the cement process.）
垃圾衍生燃料主要由不可回收的塑膠（不包括 PVC）、紙板、標籤和其他瓦楞材料的可燃部分組成。這些部分會經由不同的處理步驟進行分離，例如篩選、空氣分級、彈道分離、鐵和非鐵材料、玻璃、石頭和其他外來材料的分離，以及切碎成均勻的顆粒大小，或進行造粒，以產生均勻的材料，用於替代化石燃料，例如水泥廠、石灰廠、燃煤發電廠或作為鋼鐵熔爐中的還原劑。
垃圾衍生燃料目前沒有世界通用的分类標準。如果RDF符合歐盟標準CEN/TC 343，則可被稱為固體回收燃料 (solid recovered fuel, SRF)。比起其他垃圾衍生燃料，SRF在各國有較完善的品質標準與規範，統計數據也較多。
其他文獻視垃圾衍生燃料為一種二次燃料（secondary fuels）或替代燃料（AF），有時會以AF指稱垃圾衍生燃料。

## 历史
1950年代，轮胎首次被水泥行业用作垃圾衍生燃料。1980年代中期，德国西發利亞地區（Westphalia）的水泥业开始開發各种由廢棄物衍生的替代燃料，德語稱為“Brennstoff aus Müll＂（BRAM），意為＂廢棄物中提取的燃料＂。
当时，水泥业競爭激烈，業主採用BRAM的主因是為了取代化石燃料來降低成本。自1980年代以来，德国水泥工廠协会（Verein Deutscher Zementwerke eV, VDZ）一直在记录德国联邦水泥业使用替代燃料的情况，從1987年，不到5%的化石燃料被垃圾衍生燃料所取代，上升至2015年約有62%。

## 製程
垃圾衍生料的製程大致為：
- 開袋
- 手动分类（通常用于去除惰性物质、PVC 和/或其他不需要的物体）
- 尺寸筛选
- 磁选
- 涡流分离（非磁性金属）
- 空气分级机（密度分离）
- 粗粉碎
- 紅外線精煉分離
- 乾燥
- 壓粒
- 混合/均质

由于玻璃和金属等材料不易燃，因此在处理过程中会使用磁铁去除金属、使用机械筛选去除玻璃。然后，使用風刀（air knife）将轻材料与重材料分离。较重的材料通常被送往垃圾掩埋场，較輕的材料（具有更高的热值）責備蒐集，可以加工成颗粒燃料、砖块或條狀出售。 
必須使用機械或生物的方式來去除垃圾中的水分，将水分含量降低至 20% 以下才能生产出高热值、高密度的RDF颗粒。干燥RDF通常需要大量能源 ，而且使用機械-生物混和製程（mechanical-biological treatment, MBT）會使原本可燃的固体物质流失 ，引发RDF / SRF是否比傳統焚化廠單純焚燒殘餘都市固體廢物更能節省資源的爭論。

## 终端市场
如果 RDF 能夠清潔燃燒或符合《京都議定書》的規定，則 RDF 可提供資金來源，未使用的碳信用額可透過碳交換所在公開市場上出售。[需要說明] 然而，城市廢棄物合同[需要說明]的使用以及這些解決方案的銀行可操作性[行話]仍是一個相對較新的概念，因此 RDF 的財務優勢可能值得商榷。由於歐洲的垃圾填埋指令和垃圾填埋稅的徵收，歐洲的垃圾衍生燃料生產市場發展迅速。預計 2015 年英國向歐洲及其他地區的垃圾衍生燃料 (RDF) 出口量將達到 330 萬噸，較前一年增加近 50 萬噸。
RDF 可以多種方式用於發電或替代化石燃料。它可以與煤發電廠的傳統燃料一起使用。在歐洲，RDF 可應用於水泥窯工業，該行業實施嚴格的廢棄物焚化指令（Waste Incineration Directive）空氣污染控制標準。RDF / SRF 用於水泥窯的主要限制因素是其總氯 (Cl) 含量，平均商業製造的 SRF 的 Cl 含量為 0.76 w/w (± 0.14% w/wd, 95% 置信度)。

## 生物質成分測定
歐盟的CEN 343小组开发了几种方法来确定垃圾衍生燃料中的生物质比例。最初開發的兩種方法 (CEN/TS 15440) 是手動分類法（manual sorting method）和選擇性溶解法（selective dissolution method）。現在也有根據放射性碳定年原理开发的方法：2007年发表了概述碳-14方法的技术评论（CEN/TR 15591:2007），2008年发表了碳测年法的技术标准（CEN/TS 15747:2008）。碳定年方法的成本較高。
虽然碳-14定年可以确定RDF/SRF的生物质比例，但不能直接确定生物质的热值。确定热值对于可再生能源責任证书计划（Renewable Obligation Certificate program）等绿色证书计划非常重要，因為这些项目會根据生物质所能产生的能量颁发证书。

## 成分測定
由於 RDF / SRF 本身的成分多變（異質），因此在品質保證方面，尤其是在準確測定 RDF / SRF 的熱回收（燃燒）特性方面，面臨著重大挑戰。最近的進展使得最佳的子取樣方案能夠從例如 1 kg 的 SRF / SRF 樣品到 g 或 mg 的 SRF / SRF 樣品，在分析裝置（如轟擊熱量計或 TGA）中進行測試。使用此類解決方案可確保具有代表性的子取樣，但對於氯含量而言則較為困難。

## 地域現況

### 義大利坎帕尼亚
2009年，为解决意大利坎帕尼亚大區那不勒斯的垃圾管理问题，耗资超过3.5亿欧元在阿切拉建造了焚烧炉，每年可焚烧約60万吨垃圾， 生产的能源足以为 20万户家庭每年供电。

### 美國爱荷华州
美国第一家全面建成的廢棄物轉製能源设施是爱荷华州埃姆斯的阿诺德·O·尚特兰资源回收厂（Arnold O. Chantland Resource Recovery Plant），建于1975年。该工厂的業務包含生产RDF，送往当地一家发电厂作为补充燃料。 

### 英國曼彻斯特
位於英格蘭西北部的曼徹斯特市，正處於授予使用 RDF 合約的過程中，RDF 將由擬建的機械生物處理設施生產，作為一項巨大的 PFI 合約的一部分。大曼徹斯特廢棄物處理局 (Greater Manchester Waste Disposal Authority) 最近宣佈，市場對使用 RDF 的初步出價有很大的興趣，預計每年的生產噸數可達 900,000 噸。 

### 以色列
2017年3月底，以色列在Hiriya回收園區（Hiriya Recycling Park）啟動了自己的 RDF工廠，該工廠每天將接收約1,500噸生活垃圾，每年約50萬噸，預計每天可生產500噸 RDF 

### 阿拉伯联合大公国
2018年10月，阿聯酋氣候變化和環境部與Emirates RDF公司（BESIX、Tech Group Eco Single Owner、Griffin Refineries）簽署了一份特許協議，在歐姆古溫大公國開發和運營一座RDF設施。該設施每天將接收 1,000 噸生活垃圾，並將阿治曼和歐姆古溫大公國55萬居民的垃圾轉換成RDF。RDF將用於水泥廠，以部分取代傳統使用的瓦斯或煤炭。